# Polyvize
Polyvize je audiovizuální technologie vyvinutá českým scénografem Josefem Svobodou. Představuje sérii obrazů promítaných na různě tvarované plochy či zrcadla. Pořad vytvořený polyvizí patřil k prvkům, jimiž se Československo prezentovalo ve svém pavilonu na Světové výstavě 1967 v Montréalu.